# Kalkgälsnäcka
Kalkgälsnäcka (Pomatias elegans) är en snäckart som först beskrevs av Otto Friedrich Müller 1774.  Kalkgälsnäcka ingår i släktet Pomatias, och familjen Pomatiidae. Arten har ej påträffats i Sverige.

## Bildgalleri

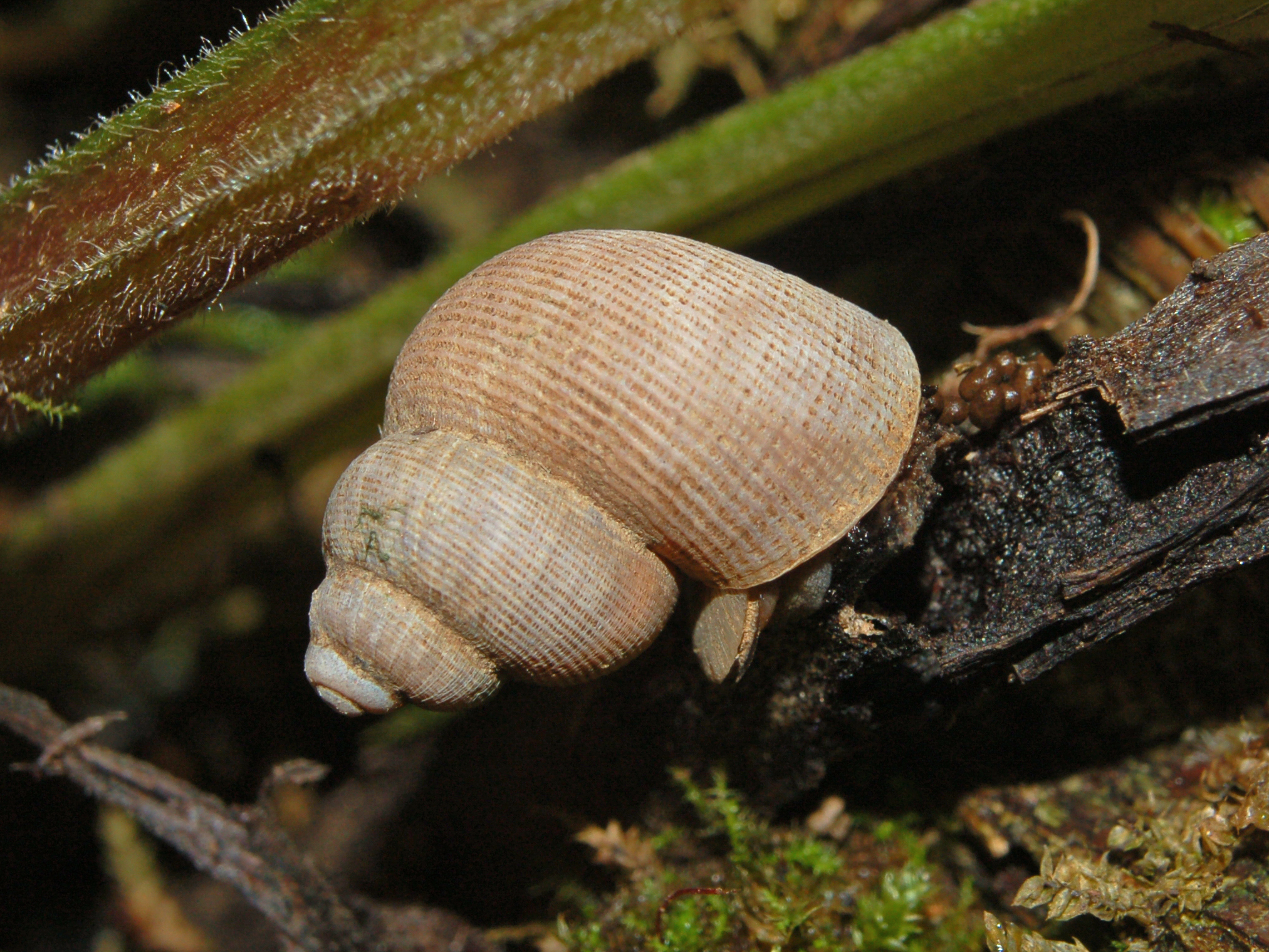
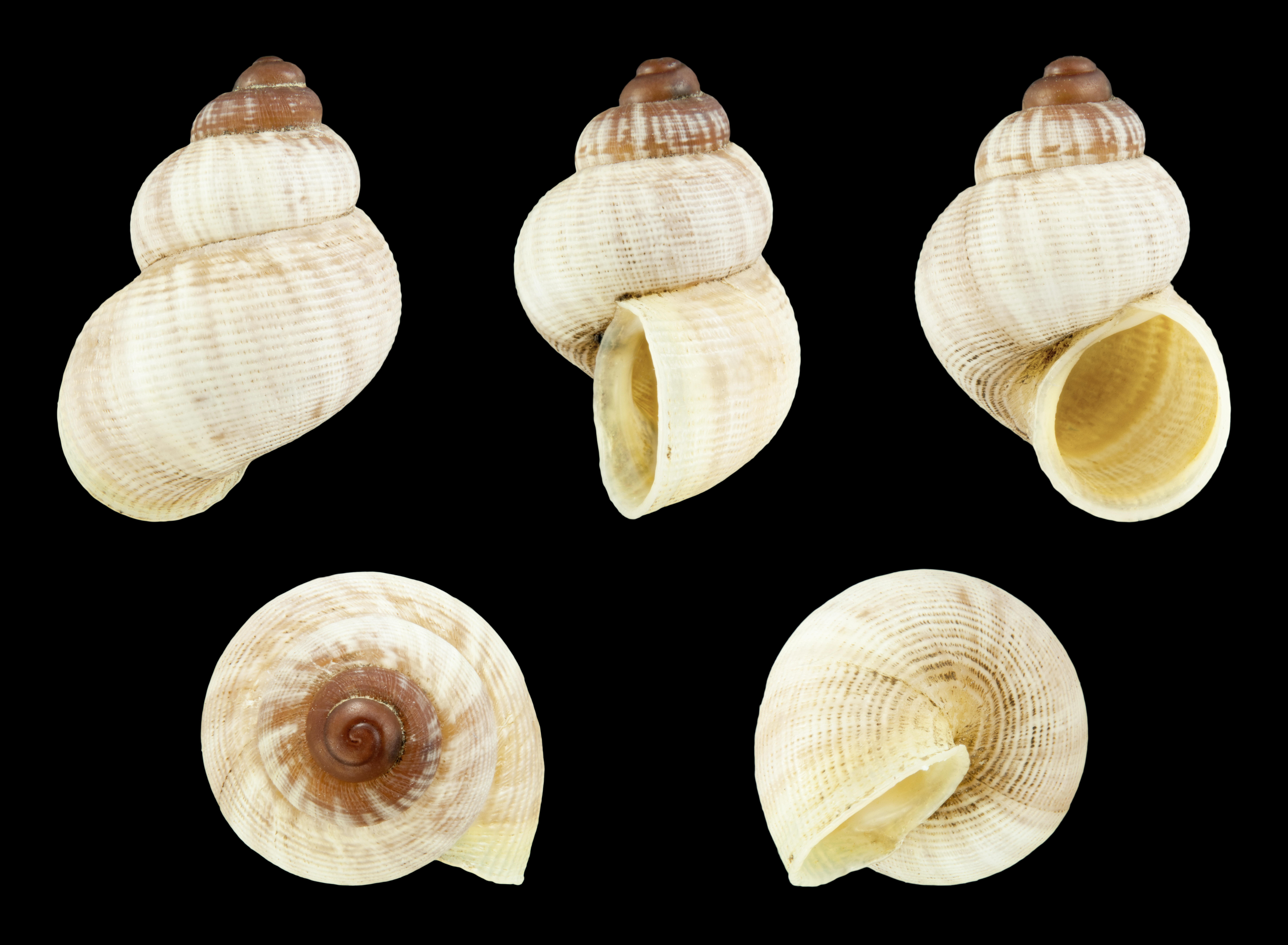